# Rheumaptera mediofasciata
Rheumaptera mediofasciata là một loài bướm đêm trong họ Geometridae.